# Heteroconis varia
Heteroconis varia is een insect uit de familie van de dwerggaasvliegen (Coniopterygidae), die tot de orde netvleugeligen (Neuroptera) behoort. 
De wetenschappelijke naam Heteroconis varia is voor het eerst geldig gepubliceerd door Enderlein in 1906.